# Aris Tatarounis
Aris Tatarounis (griechisch Άρης Ταταρούνης; * 4. Mai 1989 in Athen, Griechenland) ist ein ehemaliger griechischer Basketballspieler.

## Karriere
Aris Tatarounis begann seine Karriere in der Jugendabteilung des griechischen Rekordmeisters Panathinaikos Athen, wo er bis 2005 spielte. Nach großen Verletzungssorgen bei der Herren-Abteilung des Vereins zu Beginn der Saison 2005/2006, erhielt Tatarounis einen Profivertrag und spielte bis zum Ende der Saison bei der ersten Mannschaft. Nach dem Gewinn des Double wechselte Tatarounis zu Pangrati Athen, wo er für eine Saison in der zweiten griechischen Liga unter Vertrag stand. 2007 kehrte Tatarounis zu Panathinaikos Athen zurück. In der folgenden Saison konnte Tatarounis ein weiteres Mal das griechische Double gewinnen und spielte erstmals in der EuroLeague.

## Erfolge
- Griechischer Meister: 2006, 2008
- Griechischer Pokalsieger: 2006, 2008

| Personendaten    | Personendaten                  |
| ---------------- | ------------------------------ |
| NAME             | Tatarounis, Aris               |
| ALTERNATIVNAMEN  | Ταταρούνης, Άρης (griechisch)  |
| KURZBESCHREIBUNG | griechischer Basketballspieler |
| GEBURTSDATUM     | 4. Mai 1989                    |
| GEBURTSORT       | Athen                          |